# Małgorzata Vlk
Małgorzata Vlk z domu Lech (ur. 8 lutego 1989 w Miliczu) – polska siatkarka, grająca na pozycji rozgrywająca i przyjmującej. Jej macierzysty klub to PLKS Pszczyna. Wychowanka Szkoły Mistrzostwa Sportowego w Sosnowcu. Była reprezentantka Polski juniorek. Brała udział w Mistrzostwa Świata Juniorek w 2007.
Jest córką Mirosławy i Henryka Lech. Uczęszczała do liceum Karola Miarki w Pszczynie. Jej mężem jest słowacki siatkarz Martin Vlk.
Pod koniec 2023 roku rozpoczęła pracę w biurze rachunkowo-prawnym "LEKSUS" w Miliczu.

## Sukcesy klubowe
Liga uniwersytecka NCAA - Big East Conference:
- 2009, 2010, 2011